# Chiesa del Gesù (Como)
La chiesa dei Santi Felice e Amanzio, più comunemente conosciuta come chiesa del Gesù, è un edificio di culto cattolico del centro storico di Como. Intitolata a due dei primi vescovi di Como, la chiesa deve il proprio soprannome al fatto che venne costruita dalla Compagnia di Gesù.

## Storia
La chiesa fu costruita nel 1576, nel luogo laddove un tempo si trovava il vecchio broletto della città. Il progetto, completato nell'anno precedente, è del gesuita Giovanni Tristano, ma tra 1577 e il 1579 venne modificato in corso d'opera da Giovanni Antonio Piotti.
Dal 1590 la chiesa ospita le spoglie di Sant'Amanzio, fino ad allora conservate presso la Basilica di Sant'Abbondio.
I gesuiti si occuparono della chiesa e dell'adiacente convento fino alla soppressione del loro ordine, avvenuta nell'ultimo trentennio del XVIII secolo. A seguito della soppressione, il convento fu adibito a caserma della gendarmeria.
Su impulso del vescovo Teodoro Valfrè di Bonzo, nel 1898 la chiesa e l'ex-convento vennero affidati ai missionari Vincenziani, officianti presso la chiesa a partire dal 1904.
L'edificio, che costituisce una filiale della parrocchia della basilica di San Fedele, fu restaurato nel 1968.

## Descrizione

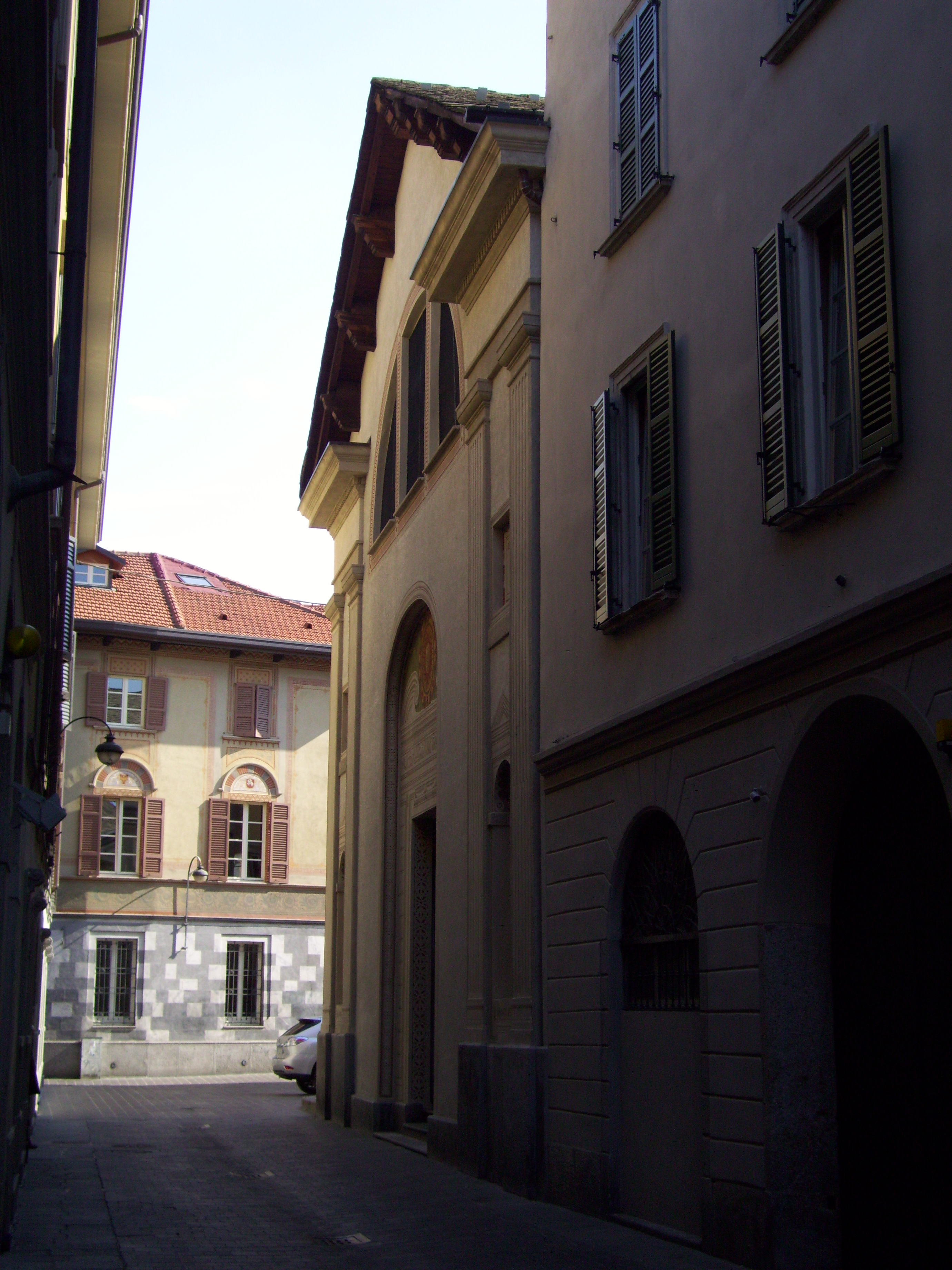
La facciata della chiesa

### Esterni
La facciata è scandita da quattro lesene, tra le quali si aprono, oltre al portale d'ingresso sormontato da una lunetta e da un finestrone, due nicchie laterali che ospitano raffigurazioni dei santi Abbondio e Amanzio. Le decorazioni a graffito della facciata furono realizzate nel 1950 dai pittori locali Eugenio e Giovanni Rossi.
Il lato sinistro dell'edificio, in fondo al quale si erge un campanile, si affaccia su una piccola piazza.

### Interni
Internamente, la chiesa si presenta come un edificio a navata singola, coperta da volte a sezione semiellittica.
Sulla copertura del presbiterio è dipinta una Gloria di Sant'Amanzio attribuita a Giuseppe Antonio Petrini. Torildo Conconi è invece l'autore degli affreschi che ornano il resto della volta, realizzati nel 1938 e nel 1968.
Sul lato sinistro si trova la cappella dedicata ai santi Ignazio da Loyola e Francesco Saverio, antico patronato Gallio. La cappella ospita tre tele dipinte attorno al 1635 dai pittori Recchi: I santi Ignazio e Francesco Saverio in contemplazione del Nome di Gesù (opera collocata sull'altare marmoreo realizzato dal lainese Raimondo Feraboschi, sopra alla teca che ospita le spoglie di sant'Amanzio), Cristo con la Croce appare a sant'Ignazio e Predica di san Francesco Saverio. Agli stessi pittori si devono gli stucchi che ornano la cappella.
Sempre sul lato sinistro, un matroneo ospita un organo con cassa espressiva, dotato di 726 canne. Originariamente costruito da Willem Hermans ma modificato più volte nel corso del tempo, l'organo fu profondamente restaurato nel 1930 e nel 2010.
Sul lato destro si trova invece la cappella della Madonna di Pompei, con un affresco del Volonterio (1935) già autore degli affreschi nella Chiesa del SS.Redentore di Cernobbio e statua mariana circondate da tondi che raffigurano i Misteri del Rosario (1898).